# Psephellus dittrichii
Psephellus dittrichii là một loài thực vật có hoa trong họ Cúc. Loài này được (Gabrieljan) Gabrieljan miêu tả khoa học đầu tiên năm 1995.